# Koliber (seria wydawnicza)
Koliber – seria książkowa wydawana przez wydawnictwo „Książka i Wiedza”.
Seria ukazuje się od 1967. Początkowo wydawano w niej krótkie powieści i opowiadania, w założeniu periodycznie – co 10 dni kolejny tomik. W 1973 zmieniono szatę graficzną oraz zaczęto numerować książki z serii. Dwóm książkom wydawnictwo omyłkowo dało ten sam numer 103. Tom 69 zawiera dwie pozycje Alana Sillitoe: Samotność długodystansowca i Córka szmaciarza (wydane także samodzielnie). Tom 115 zawiera dwie pozycje Aleksandra Puszkina: Córka kapitana i Dama pikowa (wydane także samodzielnie). W 1989 zakończono serię, ale wznowiono ją w latach 1996–1997, wydając jeszcze 10 pozycji.

## Książki z serii
| Lp.  | Autor                        | Tytuł                                        | Zawartość | Rok wydania |
| ---- | ---------------------------- | -------------------------------------------- | --- | ----------- |
| 1.   | Erskine Caldwell             | Jenny                                        | powieść | 1973        |
| 2.   | Isaak Babel                  | Opowiadania odeskie i inne                   | opowiadania: List, Sól, Historia jednego konia, Historii jednego konia ciąg dalszy, Wdowa, Król, Tak to robiono w Odessie, Ojciec, Lubka Kozak, Pocałunek, Nafta                                                             | 1973        |
| 3.   | Jarosław Iwaszkiewicz        | Martwa Pasieka                               | opowiadania:Martwa Pasieka, Psyche | 1973        |
| 4.   | Iwan Bunin                   | Nathalie                                     | opowiadania: Nathalie, Miłość Miti | 1973        |
| 5.   | Francis Scott Fitzgerald     | Diament wielki jak góra                      | opowiadanie | 1973        |
| 6.   | Fiodor Dostojewski           | Gracz                                        | powieść | 1973        |
| 7.   | Henry James                  | Daisy Miller                                 | nowela | 1974        |
| 8.   | François Mauriac             | Teresa Desqueyroux                           | powieść | 1974        |
| 9.   | John Galsworthy              | Jabłoń                                       | opowiadania: Jabłoń, Zbawienie Forsyte’a | 1974        |
| 10.  | Aldous Huxley                | Geniusz i bogini                             | powieść | 1974        |
| 11.  |                              | Barbara                                      | opowiadania szwedzkie: Brigitta Trotzig Barbara, Lars Görling Przygoda w branży wydawniczej | 1974        |
| 12.  | Iwan Turgieniew              | Wiosenne wody                                | opowiadanie | 1974        |
| 13.  | Flannery O’Connor            | Poczciwi wiejscy ludzie                      | opowiadania: Poczciwi wiejscy ludzie, Widok na las, Trudno o dobrego człowieka | 1974        |
| 14.  | Ivo Andrić                   | Kobieta na kamieniu                          | opowiadania: Wakacje na południu, Kobieta na kamieniu, Helena, kobieta, której nie ma | 1974        |
| 15.  | Stanisław Dygat              | Karnawał                                     | opowiadania: Karnawał, W cieniu Brooklynu, Dworzec w Monachium | 1974        |
| 16.  | John Cheever                 | Wykształcona Amerykanka                      | opowiadania: Brygadier i wdowa golfowa, Cnotliwa Klaryssa, Wykształcona Amerykanka, Pływak | 1974        |
| 17.  | Henry James                  | Łgarz                                        | opowiadania: Łgarz, Wychowanek | 1974        |
| 18.  | Nikołaj Leskow               | Interesujący mężczyźni                       | opowiadanie | 1975        |
| 19.  | Zofia Nałkowska              | Niedobra miłość                              | powieść | 1975        |
| 20.  | Aleksiej Tołstoj             | Kulawy książę                                | powieść | 1975        |
| 21.  | Frank O’Connor               | Prawdziwy mężczyzna                          | opowiadania: Prawdziwy mężczyzna, Święte wrota | 1975        |
| 22.  |                              | Bardzo dziwny świat                          | opowiadania fantastyczne: Fredric Brown Mąż opatrznościowy, Ariadna Gromowa Bardzo dziwny świat, Zenna Henderson Podkomitet, R.A. Lafferty Siedem dni strachu, Lew Mogilew Okno w przeszłość, Jack Finney Twarz z fotografii | 1975        |
| 23.  | Françoise Sagan              | Pewien uśmiech                               | powieść | 1975        |
| 24.  | Jarosław Iwaszkiewicz        | Matka Joanna od Aniołów                      | opowiadanie | 1975        |
| 25.  | Edna O’Brien                 | Dziewczyna o zielonych oczach                | powieść | 1975        |
| 26.  | Ernest Hemingway             | Motyl i czołg                                | opowiadania: Denuncjacja, Motyl i czołg, Noc przed bitwą | 1975        |
| 27.  | Reynolds Price               | Długie lata szczęścia                        | powieść | 1975        |
| 28.  | William M. Thackeray         | Wdowiec Lovel                                | powieść | 1976        |
| 29.  | John Galsworthy              | Ostatni stoik                                | opowiadanie | 1976        |
| 30.  | Thomas Mann                  | Tristan                                      | nowele: Tristan, Niepokój i wczesna udręka | 1976        |
| 31.  | William Faulkner             | Wszyscy polegli lotnicy                      | opowiadania: Ad astra, Zwycięstwo, Czeluść, Heca, Wszyscy polegli lotnicy | 1976        |
| 32.  | Fiodor Dostojewski           | Biedni ludzie                                | powieść | 1976        |
| 33.  | Jurij Trifonow               | Długie pożegnania                            | powieść | 1976        |
| 34.  | Willa Cather                 | Utracona                                     | powieść | 1976        |
| 35.  | Guy de Maupassant            | Iwetta                                       | opowiadanie | 1976        |
| 36.  | Angus Wilson                 | Bardziej przyjaciel niż lokator              | opowiadania: Drobny incydent, Malinowy dżem, Bardziej przyjaciel niż lokator | 1977        |
| 37.  | William Faulkner             | Dzikie palmy                                 | powieść | 1977        |
| 38.  | John Cheever                 | Miłosna ballada                              | opowiadania: Włamywacz z Shady Hill, Miłosna ballada, Państwo Hartley, Chłopiec w Rzymie, Brimmer, Miasto pogrzebanych nadziei                                                                                               | 1977        |
| 39.  | Willa Cather                 | Drzewo białej morwy                          | powieść | 1977        |
| 40.  | Erskine Caldwell             | Sługa boży                                   | powieść | 1977        |
| 41.  | Thomas Hardy                 | Pierwsza hrabina Wessex                      | opowiadania: W pewnym miasteczku, Pierwsza hrabina Wessex | 1977        |
| 42.  | Aleksiej Tołstoj             | Żmija                                        | opowiadania: Marta Rabe, Żmija | 1977        |
| 43.  | George Meredith              | Jaśnie pani i generał                        | opowiadanie | 1977        |
| 44.  | Edith Wharton                | Stara panna                                  | opowiadanie | 1978        |
| 45.  | François-Marie Banier        | Czas przeszły                                | powieść | 1978        |
| 46.  | Wasilij Aksionow             | W pół drogi do księżyca                      | opowiadania: Szkoda, że was tam nie było, W pół drogi do księżyca | 1978        |
| 47.  | Willa Cather                 | Mój śmiertelny wróg                          | opowiadania: Mój śmiertelny wróg, Złoty pantofelek, Kopalnia diamentów | 1978        |
| 48.  | Theodor Fontane              | Greta Minde                                  | nowela | 1978        |
| 49.  | Jurij Trifonow               | Zamiana                                      | powieść | 1978        |
| 50.  | Jan Parandowski              | Eros na Olimpie                              | zbiór mitów greckich | 1978        |
| 51.  | Leonardo Sciascia            | Każdemu, co mu się należy (od mafii)         | powieść | 1979        |
| 52.  | Marcel Aymé                  | Przechodzimur                                | opowiadania: Przechodzimur, Sabinki, Karta, Dekret, Poborca żon, Przysłowie, Legenda połdawska, Komornik, Czekając | 1979        |
| 53.  | José Cabanis                 | Igranie z nocą; Bitwa o Tuluzę               | mini-powieści | 1979        |
| 54.  | Richard Hughes               | Orkan na Jamajce                             | powieść | 1979        |
| 55.  | Truman Capote                | Miriam                                       | opowiadania: Pan Bida, Dzieci w dniu urodzin, Miriam, Drzewo nocy | 1979        |
| 56.  | Konstantin Paustowski        | Romantycy                                    | powieść | 1979        |
| 57.  | Stanisław Dygat              | Pożegnania                                   | powieść | 1979        |
| 58.  | Katherine Mansfield          | Jej pierwszy bal                             | opowiadania: Państwo Gołębiowie, Podlotek, Małżeństwo à la mode, Obcy, Panna Brill, Jej pierwszy bal, lekcja śpiewu, Pokojówka jaśnie pani                                                                                   | 1980        |
| 59.  | Robert Musil                 | Niepokoje wychowanka Törlessa                | powieść | 1980        |
| 60.  | Jarosław Iwaszkiewicz        | Panny z Wilka                                | opowiadania: Panny z Wilka, Brzezina, Róża | 1979        |
| 61.  | Eudora Welty                 | Jezioro Księżycowe                           | opowiadania: Koncert czerwcowy, Jezioro Księżycowe | 1980        |
| 62.  | Nikołaj Gogol                | Opowiadania petersburskie                    | opowiadania: Szynel, Newski Prospekt | 1980        |
| 63.  | Kate Chopin                  | Przebudzenie                                 | powieść | 1980        |
| 64.  | Anton Czechow                | Baby                                         | opowiadania: Księżna pani, Trzpiotka, Agafia, Baby, Poleńka, Chórzystka, Anna na szyi | 1981        |
| 65.  | Pío Baroja                   | Burzliwy żywot Baska Zalacaína               | powieść | 1981        |
| 66.  | Guy de Maupassant            | Dom panie Tellier                            | opowiadania: Spadek, Naszyjnik, Dom panie Tellier | 1981        |
| 67.  | Stefan Żeromski              | Wierna rzeka                                 | powieść | 1981        |
| 68.  | Francis Scott Fitzgerald     | Wielki Gatsby                                | powieść | 1982        |
| 69.  | Alan Sillitoe                | Samotność długodystansowca                   | opowiadania: Córka szmaciarza, Samotność długodystansowca | 1982        |
| 70.  | Maria Dąbrowska              | Dzikie ziele                                 | opowiadania: Dzikie ziele, Najdalsza droga, Łucja z Pokucic, Ksiądz Filip | 1982        |
| 71.  | Theodor Fontane              | Effi Briest                                  | powieść | 1982        |
| 72.  | Stendhal                     | Kroniki włoskie                              | nowele: Wiktoria Accoramboni, księżna de Bracciano, Rodzina Cenci 1599, Księżna Palliano, Ksieni z Castro, Vanina Vanini | 1983        |
| 73.  | Lew Tołstoj                  | Szczęście rodzinne                           | opowiadania: Dwaj huzarzy, Szczęście rodzinne | 1982        |
| 74.  | Anatole France               | Zbrodnia Sylwestra Bonnard                   | powieść | 1982        |
| 75.  | Georges Perec                | Rzeczy                                       | powieść | 1982        |
| 76.  | Erskine Caldwell             | Ziemia tragiczna                             | powieść | 1982        |
| 77.  | Edith Wharton                | Opowieści małżeńskie                         | opowiadania: Inne czasy, inne obyczaje, Obrachunek, Tamci dwaj, Po linii najmniejszego oporu, Na dalszą metę, Dzień pogrzebu, Radość w domu, Rzymska gorączka                                                                | 1983        |
| 78.  | Erskine Caldwell             | Dom na wzgórzu                               | powieść | 1983        |
| 79.  | Władimir Tiendriakow         | Trójka, siódemka, as                         | opowiadania: Na wybojach, Trójka, siódemka, as | 1983        |
| 80.  | Eugène Dabit                 | Hôtel du Nord                                | powieść | 1984        |
| 81.  | Maria Kuncewiczowa           | Cudzoziemka                                  | powieść | 1982        |
| 82.  | Daniel Boulanger             | Lustro                                       | powieść | 1985        |
| 63.  | Roman Bratny                 | Kolumbowie. Rocznik 20                       | powieść | 1984        |
| 84.  | Władysław Terlecki           | Czarny romans                                | powieść | 1984        |
| 85.  | Hervé Bazin                  | Biuro matrymonialne                          | opowiadania: Święty Mikołaj, Kaleczka, Znaleźne, Biuro matrymonialne, Znawca Serc Ludzkich, Pomyłka, Testament, Nic się nigdy nie dzieje                                                                                     | 1985        |
| 86.  | Janusz Odrowąż-Pieniążek     | Małżeństwo z Lyndą Winters                   | powieść | 1984        |
| 87.  | Eliza Orzeszkowa             | Cham                                         | powieść | 1984        |
| 88.  | Honoré de Balzac             | Eugenia Grandet                              | powieść | 1984        |
| 89.  | Erskine Caldwell             | Blisko domu                                  | powieść | 1985        |
| 90.  | Antoine Prévost              | Historia kawalera des Grieux i Manon Lescaut | powieść | 1985        |
| 91.  | Michaił Szołochow            | Los człowieka                                | opowiadanie | 1985        |
| 92.  | Aleksiej Tołstoj             | Podcięte skrzydła                            | opowiadania: Wielkie kłopoty, Piękna nieznajoma, Podcięte skrzydła (z przeszłości) | 1985        |
| 93.  | Maria de La Fayette          | Księżna de Clèves                            | powieść | 1985        |
| 94.  | Anton Straszimirow           | Smok                                         | opowiadania: Smok, Sura Bir, Seraje ramadan-bega | 1985        |
| 95.  | Władysław Reymont            | Wampir                                       | powieść | 1986        |
| 96.  | Daniel Boulanger             | Czy zna pan Maronne?                         | opowiadanie | 1986        |
| 97.  | Fiodor Dostojewski           | Białe noce                                   | opowiadania: Białe noce, Łagodna | 1986        |
| 98.  | Johann Wolfgang von Goethe   | Cierpienia młodego Wertera                   | powieść | 1986        |
| 99.  | Henri-Pierre Roché           | Jules i Jim                                  | powieść | 1987        |
| 100. | Lew Tołstoj                  | Sonata Kreutzerowska                         | opowiadania: Albert, Sonata Kreutzerowska | 1987        |
| 101. | Denis Diderot                | Kubuś Fatalista i jego pan                   | powieść | 1987        |
| 102. | Susan Hill                   | Albatros                                     | opowiadania: Albatros, Człowiek-słoń, Przyjaciele panny Reece, Małże i skorupiaki, Somerville | 1988        |
| 103. | Stanisław Dygat              | Jezioro Bodeńskie                            | powieść | 1987        |
| 103. | Francis Scott Fitzgerald     | Ostatni z wielkich                           | powieść | 1988        |
| 104. | Joseph Bédier                | Dzieje Tristana i Izoldy                     | romans | 1987        |
| 105. | Giuseppe Tomasi di Lampedusa | Lampart                                      | powieść | 1988        |
| 106. | Maria Dąbrowska              | Na wsi wesele                                | opowiadania: Na wsi wesele, Najdalsza droga, Tu zaszła zmiana | 1988        |
| 107. | Stanisław Grochowiak         | Trismus                                      | powieść | 1988        |
| 108. | Zbigniew Uniłowski           | Wspólny pokój                                | powieść | 1988        |
| 109. | Denis Diderot                | Zakonnica                                    | powieść | 1988        |
| 110. | Karol Dickens                | Kolęda Świerszcz za kominem                  | opowiadania | 1988        |
| 111. | Jerome K. Jerome             | Trzech panów w łódce (nie licząc psa)        | powieść | 1988        |
| 112. | Boris Pilniak                | „Czarny Książę”                              | opowiadania: „Czarny Książę”, Narodziny człowieka, Opowiadanie znad Oki, Rok ich życia, Ziemia na rękach, Opowiadanie o tym, jak powstają opowiadania, Wiatr człowieczy, Żuliki, Grego-tremuntanus, Wierność                 | 1988        |
| 113. | Tadeusz Borowski             | Pożegnanie z Marią                           | opowiadania: Pożegnanie z Marią, Dzień na Harmenzach, Proszę państwa do gazu, Śmierć powstańca, Bitwa pod Grunwaldem | 1988        |
| 114. | Maria Kuncewiczowa           | Tristan 1946                                 | powieść | 1988        |
| 115. | Aleksander Puszkin           | Córka kapitana Dama pikowa                   | powieść opowiadanie | 1988        |
| 116. | Sylvia Plath                 | Szklany klosz                                | powieść | 1989        |
| 117. | Knut Hamsun                  | Wiktoria                                     | powieść | 1989        |
| 118. | Prosper Mérimée              | Carmen                                       | nowele: Carmen, Czyśćcowe dusze, Tamango | 1989        |
| 119. | David Herbert Lawrence       | Więzy ciała                                  | opowiadania: Pruski oficer, Więzy ciała, Zwycięski koń na biegunach, Kobieta, która odjechała, Słońce, Człowiek, który umarł                                                                                                 | 1989        |
| 120. | Raymond Radiguet             | Opętanie                                     | powieść | 1989        |

W 1996 seria została wznowiona w nieco innej szacie graficznej i z nową numeracją. Wydano dziesięć pozycji:
| Lp. | Autor                              | Tytuł                                      | Zawartość | Rok wydania |
| --- | ---------------------------------- | ------------------------------------------ | --- | ----------- |
| 1.  | Edgar Allan Poe                    | Maska Śmieci Szkarłatnej                   | opowiadania: Prawdziwy opis wypadku z panem Waldemarem, Rękopis znaleziony w butli, Beczka Amontillada, Czarny kot, Przedwczesny pogrzeb, Skradziony list, Maska Śmieci Szkarłatnej, Hop-Frog                      | 1996        |
| 2.  | François de La Rochefoucauld       | Maksymy i rozważania moralne               | aforyzmy | 1996        |
| 3.  | Prosper Mérimée                    | Wenus z Ille                               | nowele: Wenus z Ille, Lokis, Błękitny pokój | 1996        |
| 4.  | Mark Twain                         | Jak kandydowałem na gubernatora            | opowiadania: Ludożerstwo w wagonach, Jak redagowałem dziennik w Tennessee, Jak kandydowałem na gubernatora, Średniowieczny romans, Spowiedź umierającego, Banknot milionfuntowy, Żart, na którym Ed zrobił majątek | 1996        |
| 5.  | Stefan Zweig                       | Dwadzieścia cztery godziny z życia kobiety | opowiadania: Dwadzieścia cztery godziny z życia kobiety, Mendel od Książek | 1996        |
| 6.  | Sébastien-Roch Nicolas de Chamfort | Charaktery i anegdoty                      | aforyzmy | 1997        |
| 7.  | Fiodor Dostojewski                 | Łagodna                                    | opowiadanie | 1997        |
| 8.  | Oscar Wilde                        | Zbrodnia lorda Artura Savile               | opowiadania: Zbrodnia lorda Artura Savile, Upiór rodu Canterville’ów | 1997        |
| 9.  | DuBose Heyward                     | Porgy                                      | powieść | 1997        |
| 10. | Francis Scott Fitzgerald           | Ostatni z wielkich                         | powieść | 1997        |